# María José Torrealba
María José Torrealba (ur. 2 grudnia 1975) – chilijska lekkoatletka, tyczkarka.
Złota medalistka mistrzostw Chile (1997).
Była rekordzistka kraju.